# Jacques Nguyễn Văn Mầu
Jacques Nguyễn Văn Mầu (Bà Rịa, 22 gennaio 1914 – 31 gennaio 2013) è stato un vescovo cattolico vietnamita.

## Biografia
Jacques Nguyễn Văn Mầu nacque il 22 gennaio 1914 a Bà Rịa.
Entrò nel seminario minore di Saigon nel 1926. La sua vocazione religiosa fu guidata e ispirata da Jean-Baptiste Nguyễn Bá Tòng, futuro primo vescovo di origine vietnamita, all'epoca parroco di Bà Rịa.
Fu ordinato presbitero il 21 settembre 1940. Svolse il suo servizio sacerdotale in molte parrocchie del vicariato apostolico di Saigon e per due anni fu rettore del seminario di Saigon.
Il 12 luglio 1968 papa Paolo VI lo nominò vescovo di Vĩnh Long. Ricevette l'ordinazione episcopale il 12 settembre 1968 dall'arcivescovo Angelo Palmas, delegato apostolico in Vietnam.
A causa della vittoria del governo comunista del Vietnam del Nord che riunificò il paese, affrontò molti ostacoli durante il suo episcopato, tanto che già nel 1975 la Santa Sede dovette nominare un vescovo coadiutore per scongiurare l'eventuale impedimento al governo della diocesi di Nguyễn. Fu tuttavia alla guida della sua comunità per 33 anni, quando si ritirò il 3 luglio 2001.
Morì il 31 gennaio 2013 all'età di 99 anni.

## Genealogia episcopale e successione apostolica
La genealogia episcopale è:
- Cardinale Scipione Rebiba
- Cardinale Giulio Antonio Santori
- Cardinale Girolamo Bernerio, O.P.
- Arcivescovo Galeazzo Sanvitale
- Cardinale Ludovico Ludovisi
- Cardinale Luigi Caetani
- Cardinale Ulderico Carpegna
- Cardinale Paluzzo Paluzzi Altieri degli Albertoni
- Papa Benedetto XIII
- Papa Benedetto XIV
- Papa Clemente XIII
- Cardinale Marcantonio Colonna
- Cardinale Giacinto Sigismondo Gerdil, B.
- Cardinale Giulio Maria della Somaglia
- Cardinale Carlo Odescalchi, S.I.
- Cardinale Costantino Patrizi Naro
- Cardinale Lucido Maria Parocchi
- Papa Pio X
- Papa Benedetto XV
- Papa Pio XII
- Cardinale Eugène Tisserant
- Papa Paolo VI
- Arcivescovo Angelo Palmas
- Vescovo Jacques Nguyễn Văn Mầu

La successione apostolica è:
- Vescovo Raphaël Nguyễn Văn Diệp (1975)
- Vescovo Thomas Nguyễn Văn Tân (2000)